# Lena Fehrenbach
Lena Fehrenbach (* 3. September 1989 in Köln) ist eine deutsche Fußballspielerin.

## Karriere
Fehrenbach gab am 14. August 2005 am ersten Spieltag der Saison 2005/06 im Alter von 15 Jahren ihr Bundesligadebüt, als sie bei der 1:4-Heimniederlage des FFC Brauweiler Pulheim gegen die SG Essen-Schönebeck in der zweiten Halbzeit für Alexandra Muresan in die Partie kam. Am 3. Juni 2007 erzielte sie beim 3:4 gegen den VfL Wolfsburg mit dem Treffer zum zwischenzeitlichen 1:2 ihr erstes Bundesligator. Insgesamt bestritt sie 32 Erstligapartien für Pulheim, stieg mit der Mannschaft 2007 allerdings als Tabellenletzter in die zweite Bundesliga Süd ab. Dort war sie in der Saison 2007/08 Stammspielerin, konnte mit der Mannschaft allerdings erneut die Klasse nicht halten und stieg in die drittklassige Regionalliga West ab.
Zur Saison 2008/09 schloss sie sich dem damaligen Zweitligisten Bayer 04 Leverkusen an, der kurz zuvor aus dem TuS Köln rrh. hervorgegangen war. Nach nur einer Spielzeit wechselte zum Ligakonkurrenten 1. FC Köln, wo sie 2009/10 jedoch nur auf acht Einsätze kam. 2010 kehrte sie nach Leverkusen zurück, wo sie bis 2015 Kapitänin der zweiten Mannschaft in der Regionalliga West war. Zur Saison 2015/16 schloss sie sich dem in der Regionalliga Südwest spielenden SC 13 Bad Neuenahr an.